# DaeSean Hamilton
DaeSean Kameron Hamilton (Okinawa, 10 marzo 1995) è un giocatore di football americano statunitense che milita nel ruolo di wide receiver per gli Houston Texans della National Football League (NFL).

## Carriera universitaria
Al college Hamilton giocò a football alla Pennsylvania State University dal 2014 al 2017. Nel suo anno da freshman fu inserito nella formazione ideale della Big Ten Conference.

## Carriera professionistica

### Denver Broncos
Nel corso dei Draft NFL 2018, Hamilton venne scelto al quarto giro (113º assoluto) dai Denver Broncos. Debuttò come professionista il 9 settembre 2018, nella vittoriosa gara contro i Seattle Seahawks (27-24). Terminò la stagione da rookie con 30 ricezioni per 243 yard e 2 touchdown. Nel maggio 2021 subì una rottura del legamento crociato anteriore, venendo costretto a perdere l'intera stagione 2021. L'8 marzo 2022 fu svincolato.

### Houston Texans
Il 28 marzo 2022 Hamilton venne ingaggiato dagli Houston Texans.